# 니콜라이 예르겐센
니콜라이 미크 예르겐센(덴마크어: Nicolai Mick Jørgensen, 1991년 1월 15일 ~)는 덴마크의 전 축구 선수로 과거 공격수로 활약했다.